# جمهورية برلمانية اتحادية
جمهورية برلمانية اتحادية (بالإنجليزية: federal parliamentary republic)‏ ويقال إن اتحاد الدول ذات الشكل الجمهوري للحكومة يعتمد بشكل أو بآخر على ثقة البرلمانات على المستويين الوطني ودون الوطني. هذا النظام هو مزيج من جمهورية الدولة والجمهورية البرلمانية .
عادة ما يكون لهذه الجمهوريات هيئة تشريعية من مجلسين على المستوى الفيدرالي، للسماح لعدد متساو من الممثلين من الكيانات دون الوطنية بالجلوس في مجلس الشيوخ؛ ومع ذلك، فإن الحكومة، التي يرأسها رئيس الحكومة، ستعتمد على مجلس النواب في البرلمان لتحقيق استقرارها أو شرعيتها.